# Qasem Burhan
Qasem Abdulhamed Burhan (arabul: قاسم برهان, átírással: Kászem Burhán; Dakar, Szenegál, 1985. december 15. –) szenegáli születésű katari labdarúgó, az el-Garáfa kapusa.
Szenegálban született, de a katari válogatottban játszott.

## Sikerei, díjai

### A válogatottban
- 22. Arab-öböl-kupa: 2014